# Johannes Buzalski
Johannes Viktor Ceslaus Buzalski (* 24. August 1918 in Marienwerder; † 2. Juni 1977 in München) war ein deutscher Schauspieler. Er wurde vor allem während der 1970er Jahre durch die Filmreihen Laß jucken, Kumpel und Graf Porno populär.

## Karriere
Buzalskis Bühnenlaufbahn begann vermutlich 1947 in Garmisch-Partenkirchen. 1948 trat er erstmals in dem Spielfilm Der Ruf auf. 1957 verkörperte er den Krämer in der Märchenverfilmung Der Wolf und die sieben Geißlein. Zu seinen wichtigsten Filmauftritten der 1950er Jahre gehören die Operettenverfilmung Der Bettelstudent (1956) und Die Brücke (1959), wo er in einer Nebenrolle einen verwundeten Landser spielt, der einem der Kindersoldaten eine Dose Schokolade schenkt.
1960 war er in der Krimikomödie Das schwarze Schaf an der Seite von Heinz Rühmann zu sehen. Ab 1961 begann er auch für das Fernsehen zu arbeiten und war in mehreren Fernsehfilmen wie Hamlet und der Fernsehserie Alarm in den Bergen zu sehen.
1967 erhielt er seine erste frivole Rolle als Spanner in dem Filmklassiker Zur Sache, Schätzchen. Mit dem Film Eros-Center Hamburg begann er in Erotikfilmen mitzuspielen, hierbei spielte er einen Kleingangster.
In Graf Porno und die liebesdurstigen Töchter aus dem Jahr 1969 war er erstmals in einer Erotikreihe zu sehen. 1970 spielte er in der Theaterverfilmung Baal von Volker Schlöndorff, die den Unmut der Brecht-Erbin Helene Weigel hervorrief, welche weitere Vorführungen oder Ausstrahlungen verhinderte.
Ebenfalls 1970 spielte der nun großteils auf Trinker und Penner festgelegte Buzalski Nebenrollen in drei Folgen der Kriminalserie Der Kommissar. Es folgten Auftritte in Hausfrauen-Report (1970), Ludwig – Requiem für einen jungfräulichen König (1972), Liebesgrüße aus der Lederhose und Laß jucken, Kumpel 2. Teil – Das Bullenkloster (beide 1973). Im letztgenannten Film verkörperte er die Rolle von Erwin Kutter, der im Kohlenpott arbeitet und sehr stolz auf seine damalige Arbeit für den „Führer“ ist. Er und sein bester Freund Jupp Kaltofen (Hans Henning Claer) sind für die spaßigen Szenen verantwortlich und fallen regelmäßig auf die Nase.
1974 war er in Werner Herzogs Jeder für sich und Gott gegen alle in einer Nebenrolle zu sehen.
Zu seinen letzten Filmen gehört Hans-Jürgen Syberbergs Experimentalfilm Hitler, ein Film aus Deutschland (1977), in dem er folgende Rollen übernahm: Hitler als Anstreicher, Eva Braun-Puppenspieler und Mann der Gesellschaft 1923.
Sein letzter Auftritt folgte in Der Hauptdarsteller, worin er wieder einmal einen Betrunkenen spielte. Zwei Kumpel in Tirol von Alois Brummer aus dem Jahr 1978 wird häufig als Buzalskis letzter Film bezeichnet, allerdings handelt es sich um einen Zusammenschnitt aus mehreren alten Aufnahmen. Buzalski starb am 2. Juni 1977 im Krankenhaus München-Harlaching.
Er verwendete mehrere Pseudonyme wie Horst Budzalski, Johann Buzalski, H. Buzalsky, Hannes Buzalsky, Horst Buzalsky und Johannes Buzalsky, um beim Film zu arbeiten.

## Filmografie (komplett)
- 1949: Der Ruf
- 1949: Hallo, Fräulein!
- 1951: Der Fall 7 A 9
- 1953: Tödliche Liebe
- 1953: Jonny rettet Nebrador
- 1954: Meines Vaters Pferde, 1. Teil: Lena und Nicoline
- 1954: Meines Vaters Pferde, 2. Teil: Seine dritte Frau
- 1954: Das Bekenntnis der Ina Kahr
- 1955: Kinder, Mütter und ein General
- 1955: Heldentum nach Ladenschluß
- 1955: Ein Herz voll Musik
- 1956: Rosen für Bettina
- 1956: Weil du arm bist, mußt du früher sterben
- 1956: Wenn wir alle Engel wären
- 1956: Durch die Wälder, durch die Auen
- 1956: Der Bettelstudent
- 1957: Robinson soll nicht sterben
- 1957: Der Wolf und die sieben Geißlein
- 1958: Der Arzt von Stalingrad
- 1958: … und nichts als die Wahrheit
- 1959: Die Nackte und der Satan
- 1959: Die Brücke
- 1959: Die Wahrheit über Rosemarie
- 1960: Das schwarze Schaf
- 1960: Hamlet, Prinz von Dänemark (TV)
- 1962: Alarm für Dora X (Folge 2 Kurz vor der Grenze)
- 1962: Marke Lohengrin (TV)
- 1962: Die sündigen Engel (TV)
- 1962: Grenzgänger (TV)
- 1962: Peter Pan (TV)
- 1963: Der Hexer (TV)
- 1963: Glückliche Reise (TV)
- 1963: Winterquartier (TV)
- 1963: Das Kriminalmuseum: Die Frau im Nerz
- 1964: Die Wohltäterin (TV)
- 1964: Die Gardine (TV)
- 1964: Gerechtigkeit in Worowogorsk (TV)
- 1964: Lydia muss sterben (TV)
- 1965: Alarm in den Bergen (Folge 5 Der Umweg)
- 1965: Tag für Tag (TV)
- 1965: Nicht versöhnt
- 1965: Der müde Theodor (TV)
- 1966: Der Mann, der sich Abel nannte (TV)
- 1966: Lautlose Waffen
- 1967: Wilder Reiter GmbH
- 1967: Mord und Totschlag
- 1968: Zur Sache, Schätzchen
- 1968: Bürgerkrieg in Rußland (Fernsehfünfteiler)
- 1968: … soviel nackte Zärtlichkeit
- 1968: Die Schlacht bei Lobositz (TV)
- 1968: Der Hund ist weg (TV)
- 1969: Bitte nicht mit mir
- 1969: Herr Wolff hat seine Krise (TV)
- 1969: Der Kerl liebt mich – und das soll ich glauben?
- 1969: Eros-Center Hamburg
- 1969: Graf Porno und die liebesdurstigen Töchter
- 1970: Baal (TV)
- 1970: Nicht fummeln, Liebling
- 1970: Hexen bis aufs Blut gequält
- 1970: Hörig bis zur letzten Sünde
- 1970: Graf Porno bläst zum Zapfenstreich
- 1971: Der plötzliche Reichtum der armen Leute von Kombach
- 1971: Beichte einer Liebestollen
- 1971: Birdie
- 1971: Karpfs Karriere (TV)
- 1971: Gestatten... Vögelein im Dienst
- 1971: Hausfrauen-Report
- 1971: Paragraph 218 – Wir haben abgetrieben, Herr Staatsanwalt
- 1971: Obszönitäten
- 1971: Pornografie illegal?
- 1971: Die Utopie des Damenschneiders Wilhelm Weitling
- 1971: Mord ist kein Geschäft
- 1972: Schulmädchen-Report. 3. Teil: Was Eltern nicht mal ahnen
- 1972: Ludwig – Requiem für einen jungfräulichen König
- 1972: Lehrmädchen-Report
- 1972: Top Secret (The Salzburg Connection)
- 1972: Die liebestollen Apothekerstöchter
- 1972: Gefährlicher Sex frühreifer Mädchen 2: Höllisch heiße Mädchen
- 1973: Hausfrauen-Report international
- 1973: Hexen – geschändet und zu Tode gequält
- 1973: Blitzlicht (TV)
- 1973: Skihaserl-Report
- 1973: Liebesgrüße aus der Lederhose
- 1973: Geilermanns Töchter – Wenn Mädchen mündig werden
- 1973: Laß jucken, Kumpel 2. Teil – Das Bullenkloster
- 1973: Der Bumsladen-Boß
- 1973: Auch Ninotschka zieht ihr Höschen aus
- 1973: 1973: Sally – heiß wie ein Vulkan
- 1973: Okay S.I.R. (Folge 18 Im Reich der Träume)
- 1973: Unterm Dirndl wird gejodelt
- 1974: Hau drauf, Kleiner
- 1974: Die Stoßburg – Wenn nachts die Keuschheitsgürtel klappern
- 1974: Schulmädchen-Report. 7. Teil: Doch das Herz muß dabei sein
- 1974: Laß jucken, Kumpel 3. Teil – Maloche, Bier und Bett
- 1974: Liebesgrüße aus der Lederhose 2. Teil: Zwei Kumpel auf der Alm
- 1974: Jeder für sich und Gott gegen alle
- 1974: Arche PS (Kurzfilm)
- 1974: Krankensaal 6
- 1974: Hurra... die deutsche Sex-Partei
- 1975: Der Kumpel läßt das Jucken nicht
- 1975: Mei Hos’ ist in Heidelberg geblieben
- 1975: Champagner aus dem Knobelbecher
- 1976: Die Wirtin von der Lahn (Kurzfilm)
- 1977: Aufforderung zum Tanz (Fernsehfilm)
- 1977: Liebesgrüße aus der Lederhose 3: Sexexpress aus Oberbayern
- 1977: Onkel Silas (Fernsehzweiteiler)
- 1977: Es muß nicht immer Kaviar sein (Fernsehserie, 2 Folgen)
- 1977: Hitler, ein Film aus Deutschland
- 1977: Verrückt nach steilen Kurven
- 1977: Der Hauptdarsteller